# Bachdenkel
Bachdenkel est un groupe britannique de rock progressif, originaire de Birmingham, en Angleterre. Il est issu des années 1960 et 1970, et établi en France dès la fin des années 1960.

## Historique

### Lemmings(1968–1972)
Le groupe, composé de Colin Swinburne (chant/guitares/claviers décédé le 20 fevrier 2021 dans le Vexin des suites d'un cancer), Peter Kimberley (basse/piano/chant) et Brian Smith (batterie), accompagnés de Karel Beer faisant office de musicien d'appoint, d'ingénieur lumière et de manager, est né à la fin des années 1960 à Birmingham sur les cendres d'une formation appelée U Know Who. Le nom Bachdenkel est généré par ordinateur, un procédé innovant à l'époque. Ils sont l'un des groupes déterminants de la scène birminghamaise de la fin des années 1960, qui voyait la montée de la culture psychédélique et du rock électronique. Ils étaient proches du Arts Lab de Birmingham, une institution regroupant des artistes expérimentaux en tout genre, et se produisaient accompagnés de jeux de lumière psychédéliques.
À la suite d'une campagne d'autopromotion qui incluait la dégradation d'un logo de grand magasin et des séances photo avec un piano dans une fontaine locale, ils quittent le pays et se réfugièrent à Paris. Ils s'installent en France et, durant la décennie qui suit, enregistrent deux albums. Mais ils eurent le plus grand mal à trouver des producteurs.
Leur premier album, Lemmings, bien qu'enregistré en 1970 ne sort qu'en 1973 sur le label Philips Records qui ne fait pas grand-chose pour sa promotion. À cette époque, Jean-Bernard Hebey reçoit le groupe dans le « grand studio » de RTL pour un concert « gratuit z'et en direct ».

### Stalingrad(1973–1976)
Le groupe décide par la suite de fonder son propre label (the Initial Recording Company) et il lance une souscription pour trouver les fonds nécessaires à l'enregistrement d'un deuxième album. Celui-ci, Stalingrad (le titre de l'album apparaît en alphabet cyrillique sur la pochette) sort en 1977. Les noms des souscripteurs sont affichés au dos de la pochette, sur une pierre tombale prémonitoire car il s'agit du dernier album de Bachdenkel. Dans cette liste figurent les noms d'artistes français et internationaux (Daniel Balavoine, Mike Brant, Jean-Michel Caradec, Carlos, Maxime le Forestier, Rory Gallagher, Peter Hammill, Patrick Juvet, Bernard Szajner...) des noms des médias (Jean-Bernard Hebey, Métal hurlant, Philippe Manœuvre...), au total plus de 300 noms connus ou anonymes.
Karel Beer s'en est expliqué lors d'une interview pour le magazine Traverses (renommé Webzine Rythmes Croisés - interview publiée sur le site) : « Bernard [Szajner] faisait un light-show avec Bachdenkel au début, puis, il s'est mis à la musique et j'ai produit ses disques en Angleterre. Par contre, je ne sais pas pourquoi Peter Hammill et Rory Gallagher sont sur la pochette, il y doit y avoir une raison, c'est sûr. Ce sont des gens à qui normalement on devait de l'argent ou bien qui nous ont donné de l'argent pour sortir le disque. Patrick Juvet nous a donné 20 francs (c'était alors à peu près le prix d'un disque). À l'époque, on était fauchés alors, j'allais voir tout le monde et je disais : « Est-ce que tu me donnerais 20 francs pour m'aider à sortir notre disque et on t'en offrira un exemplaire dans six mois ? » mais tout le monde refusait. Alors, j'ai changé de tactique, ma proposition était de faire figurer le nom de nos donateurs sur la pochette. Pour Juvet, c'est Colin qui était en contact avec lui, c'est comme ça qu'il a rencontré Balavoine. Donc, ces noms sont soit des donateurs, soit des gens qui étaient importants pour nous à l'époque, parfois des amis proches ou lointains. Il y avait aussi des banquiers, des truands, toute une faune. Si quelqu'un avait fait un amalgame entre ces noms, certains seraient directement partis en taule parce qu'ils n'étaient pas censés se connaître ! »

### Séparation (1977)
Le groupe se sépare peu après la sortie de Stalingrad. Malgré la qualité de leur musique ils ne connurent jamais le succès commercial d'autres groupes de la même époque qu'ils côtoient sur scène, dont Led Zeppelin et Pink Floyd. De plus avant que le groupe Black Sabbath ne soit réputé, ils jouaient en première partie de concert de Bachdenkel. Le magazine Rolling Stone qualifie Bachdenkel du « meilleur des groupes anglais inconnus » ("...Britain's greatest unknown group")[réf. nécessaire].
Colin Swinburne meurt le 24 février 2021 à l'âge de 73 ans.

## Discographie
- 1973 : Lemmings (enregistré en 1970)
- 1977 : Stalingrad